# (24125) Sapphozoe
(24125) Sapphozoe est un astéroïde de la ceinture principale d'astéroïdes.

## Description
(24125) Sapphozoe est un astéroïde de la ceinture principale d'astéroïdes. Il fut découvert le 3 novembre 1999 à Socorro (Nouveau-Mexique) par le projet LINEAR. Il présente une orbite caractérisée par un demi-grand axe de 2,84 UA, une excentricité de 0,08 et une inclinaison de 3,1° par rapport à l'écliptique.

## Compléments